# Kőszegi Edit
Kőszegi Edit (Gyula, 1952. augusztus 10.) filmrendező, dramaturg, forgatókönyvíró.

## Életpályája
Egyetemi tanulmányait az ELTE könyvtár-népművelés szakán végezte el 1975-ben. 1980-ban elvégezte a Mafilm Filmíró Kollégiumát. 1980–1990 között a Hunnia Filmstúdió dramaturgja és forgatókönyvírója volt. 1990–1994 között a Hétfői Műhely Stúdió vezetőségi tagja és dramaturgja volt. 1992-től dokumentumfilm, 2000 óta játékfilmrendező. 1994-től a Néprajzi Múzeum Roma gyűjteményének videotár anyagának kezelője.

## Filmjei
| - A csoda vége (Vészi Jánossal, 1983) - Isten veletek, barátaim (1987) - Szédülés (1990) - Éljen anyád! (1992) - A nyaraló (Can Togay-val, 1992) - Erózió (1992) (rendező is) - Woyzeck (1994) - Töredékek a térről (1996) (rendező is) - Franciska vasárnapjai (1997) - Sitiprinc (1999) (rendező is) - Film… (2000) - Kéz-keringő (2006) - Megyejáró (2009) | - Végtelen utazás (Vészi Jánossal, 1982) - Fény-képek gyermekeinknek (Simó Sándorral, Surányi Andrással, 1988) - Szemembe megy a bánat (1993) - Jobban szeretnék élni (1994) - Midőn a vér (Simó Sándorral, Surányi Andrással, 1994) - Csövesek - csicskák - egy eset több olvasata (1996) - Roma sorsok (1996) - Időtlen mese (1997) - Gyilkosság a téren (Surányi Andrással, 1998) - Két év hat hónap (1999) - Történetek a boldogulásról I.-II. (Szuhay Péterrel, 1999) - Sok kis öröm a boldogság (2000) - Kitagadottak (Szuhay Péterrel, 2000) - Márta (2001) - Mesterségem címere (Szuhay Péterrel, 2001) - Cigány kép - Roma kép (Szuhay Péterrel, 2001) - Kései születés (Szuhay Péterrel, 2002) - Gondolta volna Kugler Henrik (2003) - Pászítás I.-VI. (Szuhay Péterrel, 2004) - Parasztszínészek (Szuhay Péterrel, 2004) - Mosolyalbum (Szuhay Péterrel, 2004) - Decolores (Szuhay Péterrel, 2004) - Menekülés a szerelembe (2006) - Idézet (Szuhay Péterrel, 2007) - A 11. Élet (2007) - A három nővér (2008) - Gumikalapács (2010) - Romani Design (2011) |

## Díjai
- A filmkritikusok díja (1998)
- A filmszemle díja (2007)
- Balázs Béla-díj (2014)